# Ministerium für Verkehr und Infrastruktur

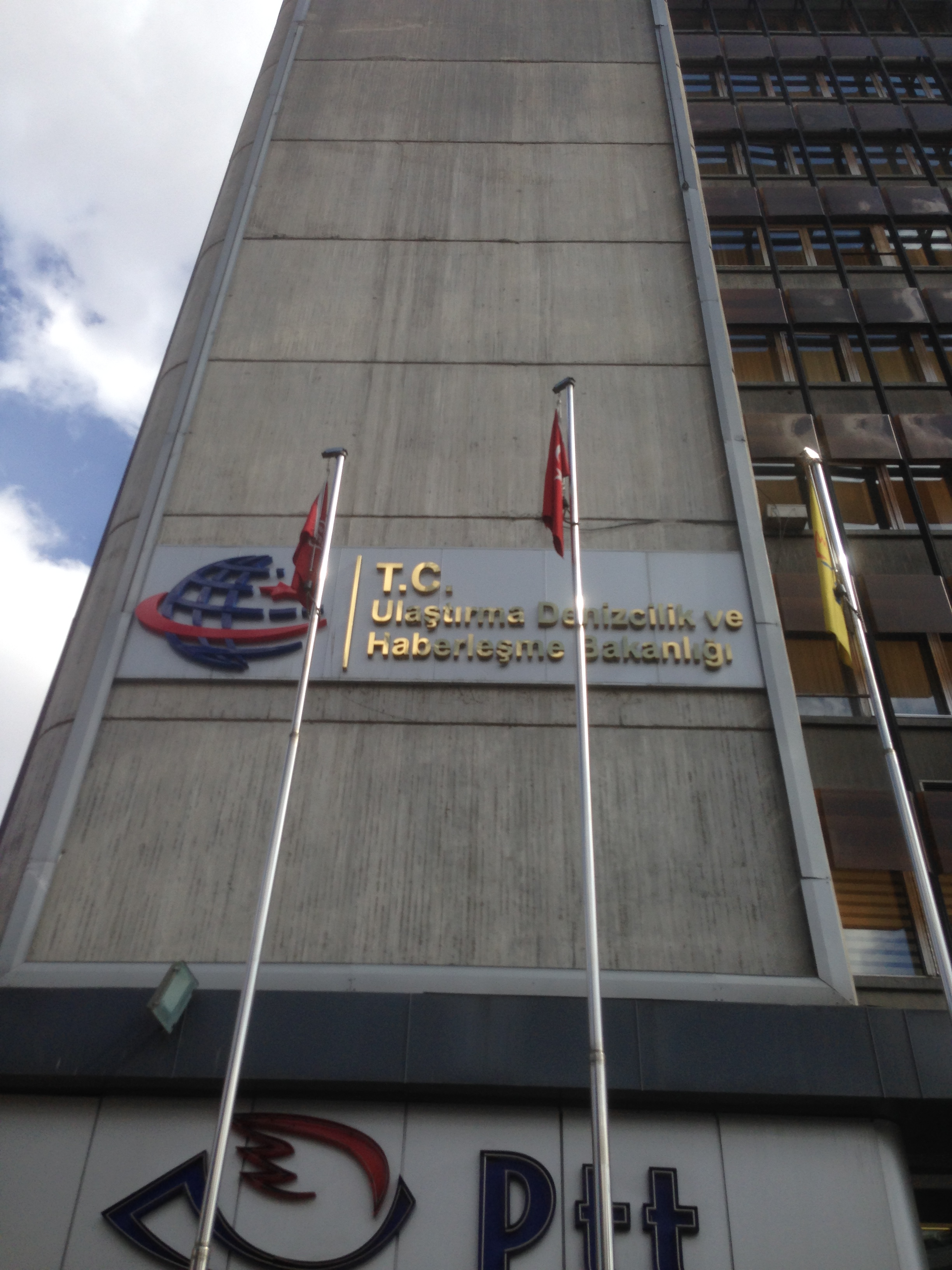
Ministerium für Verkehr, maritime Angelegenheiten und Kommunikation, Ulus/Ankara

Das Ministerium für Verkehr und Infrastruktur der Türkei (Türkiye Cumhuriyeti Ulaştırma ve Altyapı Bakanlığı) ist ein Ministerium der Republik Türkei mit Sitz in Ankara. Es wird von einem Minister (Bakan) geleitet, der häufig als Verkehrsminister/Transportminister (Ulaştırma Bakanı) bezeichnet wird. Amtierender Minister seit dem 3. Juni 2023 ist Abdülkadir Uraloğlu (parteilos).
Bis Juli 2018 hieß es Ministerium für Verkehr, Schifffahrt und Kommunikation der Türkei (Türkiye Cumhuriyeti Ulaştırma, Denizcilik ve Haberleşme Bakanlığı).

## Aufgaben und Bereiche
Das Ministerium legt die Ziele und Strategien in den Bereichen Verkehr und Kommunikation der Türkei fest und steuert alle Dienstleistungen, die dieses Ressort betreffen. Der Minister leitet sein Ministerium. Er hat vier Vizeminister, die jeweils einen Bereich leiten.

### Ömer Fatih Sayan
Ömer Fatih Sayan leitet den ersten Bereich des Ministeriums:
- Generaldirektion für Kommunikation (Haberleşme Genel Müdürlüğü)
  - Institution für Informationstechnologien und Kommunikation (Bilgi Teknolojileri ve İletişim Kurumu)
  - Türksat Uydu Haberleşme Kablo TV ve İşletme A.Ş
- Generaldirektion der EU und Aussenbeziehungen (Avrupa Birliği ve Dış İlişkiler Genel Müdürlüğü)
- Abteilung für Forschung in den Bereichen Verkehr, Marinewesen und Kommunikation (Ulaştırma, Denizcilik ve Haberleşme Araştırmaları Merkezi Başkanlığı)
- Abteilung für Daten (Bilgi İşlem Dairesi Başkanlığı)

### Selim Dursun
- Generaldirektion für die Regulierung des Verkehrswesens (Ulaştırma Hizmetleri Düzenleme Genel Müdürlüğü)
- Generaldirektion der Schifffahrt (Denizcilik Genel Müdürlüğü)
  - Generaldirektion für Küstensicherheit
- Generaldirektion der Werften und Küsteneinrichtungen (Tersaneler ve Kıyı Yapıları Genel Müdürlüğü)
- Abteilung für Häfen
- Chefingenieursämter für Unterwasserforschung (Denizdibi Tarama Başmühendislikleri)
- Regionalabteilungen (Bölge Müdürlükleri)

### Enver İskurt
- Abteilung für Strategieentwicklung
  - Generaldirektion für Strassen
  - Generaldirektion für den Betrieb ziviler Flugplätze und der Flugsicherung (DHMİ) (Devlet Hava Meydanları İşletmesi Genel Müdürlüğü)
  - Generaldirektion der Zivilluftfahrt (Sivil Havacılık Genel Müdürlüğü)
  - Generaldirektion der Post- und Telegraphenorganisation (Posta ve Telgraf Teşkilatı Genel Müdürlüğü)
- Generaldirektion für Rechtsdienstleistungen
- Abteilung für interne Revisionen
- Abteilung für revolvierende Fondsverwaltung
- Generaldirektion für Infrastrukturinvestitionen
  - Generaldirektion für den Betrieb der Bahn der Republik Türkei TCDD (TCDD İşletmesi Genel Müdürlüğü)
  - TCDD A.Ş. (TCDD Taşımacılık A.Ş. Genel Müdürlüğü)
  - Tülomsaş
  - Tüvasaş
  - Tüdemsaş

## Liste der „Verkehrs- und Informationsminister“ (seit 1999)
- Kabinett Ecevit IV (11. Januar 1999 bis 28. Mai 1999): Hasan Basri Aktan, parteilos
- Kabinett Ecevit V (28. Mai 1999 bis 18. November 2002):
  - Enis Öksüz, MHP (28. Mai 1999 bis 17. Juli 2001)
  - Oktay Vural, MHP (30. Juli 2001 bis 5. August 2002)
  - Naci Kınacıoğlu, parteilos (5. August 2002 bis 18. November 2002)
- Kabinett Gül (18. November 2002 bis 14. März 2003):
  - Binali Yıldırım (AKP) (18. November 2002 bis 14. März 2003)
- Kabinett Erdoğan I (14. März 2003 bis 29. August 2007):
  - Binali Yıldırım (AKP) (14. März 2003 bis 8. Mai 2007)
  - İsmet Yılmaz, parteilos (8. Mai 2007 bis 29. August 2007)
- Kabinett Erdoğan II (29. August 2007 bis 14. Juli 2011):
  - Binali Yıldırım (AKP) (29. August 2007 bis 8. März 2011)
  - Habip Soluk, parteilos (8. März 2011 bis 6. Juli 2011)
- Kabinett Erdoğan III (6. Juli 2011 bis zum 28. August 2014):
  - Binali Yıldırım (AKP) (6. Juli 2011 bis 25. Dezember 2013)
  - Lütfi Elvan (AKP) (25. Dezember 2013 bis 28. August 2014)
- Kabinett Davutoğlu I (29. August 2014 bis zum 28. August 2015):
  - Lütfi Elvan (AKP) (29. August 2014 bis 6. März 2015)
  - Feridun Bilgin, parteilos (6. März 2015 bis 28. August 2015)
- Kabinett Davutoğlu II (28. August 2015 bis zum 24. Mai 2016):
  - Feridun Bilgin, parteilos (28. August 2015 bis 24. November 2015)
  - Binali Yıldırım (AKP) (24. November 2015 bis 24. Mai 2016)
- Kabinett Yıldırım (24. Mai 2016 bis 9. Juli 2018)
  - Ahmet Arslan (AKP) (24. Mai 2016 bis 9. Juli 2018)
- Kabinett Erdoğan IV (9. Juli 2018 bis 3. Juni 2023)
  - Mehmet Cahit Turhan (parteilos) (9. Juli 2018 bis 28. März 2020)
  - Adil Karaismailoğlu (AKP) (28. März 2020 bis 3. Juni 2023)
- Kabinett Erdoğan V (seit 3. Juni 2023)
  - Abdülkadir Uraloğlu (seit  dem 3. Juni 2023)

## Untergeordnete Direktionen und Unternehmen
- Türkiye Cumhuriyeti Devlet Demiryolları (TCDD), die staatliche Eisenbahngesellschaft
- Posta ve Telgraf Teşkilatı Genel Müdürlüğü (PTT), die staatliche Generaldirektion der Post- und Telegraphen (Türkische Post)
- Dış İlişkiler ve Avrupa Birliği Genel Müdürlüğü (DİAB), die Generaldirektion für Außenbeziehungen und die Europäische Union
- Havacılık ve Uzay Teknolojileri Genel Müdürlüğü (HUTGM), die Generaldirektion für Luft- und Raumfahrt
- Türksat A.Ş. Genel Müdürlüğü, der türkische Satelliten- und Kabelnetzbetreiber und Betreiber von Kommunikationssatelliten
- Devlet Hava Meydanları İşletmesi (DHMİ), die staatliche Behörde für die zivilen Flughäfen und Flugplätze sowie die zivile Flugsicherung
- Türkiye Cumhuriyeti Karayolları Genel Müdürlüğü (KGM), die staatliche Autobahndirektion
- Tehlikeli Mal ve Kombine Taşımacılık Düzenleme Genel Müdürlüğü (TMKTDGM), Generaldirektion für den Straßengütertransport und für Gefahrgutvorschriften
- Deniz Ticareti Genel Müdürlüğü (DTGM), die Generaldirektion für die Handelsmarine
- Kıyı Emniyeti Genel Müdürlüğü (KEGM), die Generaldirektion für den Küstenschutz
- Deniz ve İçsular Düzenleme Genel Müdürlüğü (DİDGM), die Generaldirektion für Meeres- und Binnengewässer
- Tersaneler ve Kıyı Yapıları Genel Müdürlüğü (TKYGM), die Generaldirektion für Werften und den Küstenschutz

## Regulierungs- und Aufsichtsinstitutionen
- Bilgi Teknolojileri ve İletişim Kurumu (BTK), die Behörde für Informations- und Kommunikationstechnologien